# HAL Medium Combat Aircraft
Le HAL Medium Combat Aircraft (MCA) est un projet d'avion multirôle indien conçu par HAL lancé en 2008 et qui est actuellement en développement.
Cet appareil, destiné à remplacer les SEPECAT Jaguar, Mirage 2000, et MiG-27 de l'Indian Air Force, complétera la capacité aérienne indienne en complément des HAL Tejas, Rafale et Soukhoï/HAL FGFA.